# Šenjang J-31
Šenjang J-31, je kitajski dvomotorni lovec 5. generacije, ki ga razvija podjetje Šenjang. Vzdevek naj bi imel "arktični sokol". Letalo v medijih označujejo tudi z oznakami F-60 ali  J-21 (雪鸮)
Letalo naj bi bilo manjših dimenzij kot Čengdu J-20. J-31 ima dvojni rep. Motorji na prototipu so ruski RD-93. Na proizvodnih letalih bodo najverjetneje  motorji Guizhou WS-13, ki se trenutno uporabljajo na CAC/PAC JF-17 Thunder. 

## Okvirne specifikacije
Podatki iz Chris Pocock in Aviation Week.
Splošne značilnosti
- Posadka: 1
- Dolžina: 16,9 m (55 ft 5 in)
- Razpon kril: 11,5 m (37 ft 9 in)
- Višina: 4,8 m (15 ft 9 in)
- Površina kril: 40 m2 (430 sq ft)
- Pogon letala: 2 × RD-93 / WS-13A turbofan z dodatnim zgorevanjem

Zmogljivost